# グランドアイランド (ネブラスカ州)
グランドアイランド（英: Grand Island）は、アメリカ合衆国ネブラスカ州の南中部ホール郡の都市であり、同郡の郡庁所在地である。人口は5万3131人（2020年）で、州内では4番目に人口の多い都市である。
グランドアイランドには州内全ての警官の訓練を行う唯一の機関であるネブラスカ州法執行官訓練センターがあり、また州南部に電力を供給する南部電力供給地区の本部がある。
グランドアイランドはこれまで全国市民同盟から3度全米都市賞を受賞してきた（1955年、1967年および1981年から1982年に掛けた年度）。
グランドアイランドは、ホール郡、メリック郡およびハワード郡に跨るグランドアイランド都市圏の主要都市である。

## 歴史
1857年、35人のドイツ人開拓者がアイオワ州ダベンポートを離れて西のネブラスカに向かい、フランス人交易業者の間ではラ・グラン・アイルと呼ばれていた島で新しい開拓地を始めた。ウッド川とノースプラット川に挟まれたこのグランドアイランドは世界でも最大の内陸の島である。ここに開拓地ができたのは、150マイル (240 km) 毎に燃料を補給することが必要な鉄道が停車場を作ったのが1つの理由だった。最初の開拓者達は7月4日に目的地に到着し、9月までに地元の木材を使って住居を建設した。
その後の9年間、開拓者達はブリザードやインディアンとの紛争など多くの苦難に打ち勝つ必要があった。1859年にはドイツ人が嫌いな探鉱者が放った火によって最初の開拓地は破壊された。
1872年には市制が布かれた。1886年、ユニオン・パシフィック鉄道がこの地域まで伸びてきて、交易や事業の機会が増加した。開拓地は現在のグランドアイランドがあるノースプラット川北岸に移された。このためにもはや島の上ではなくなったが、住民はそれまでの名前を使い続けた。この頃から人口と事業が成長を始めた。
1890年頃、ネブラスカの農産物として甜菜が導入された。アメリカ合衆国で最初の甜菜加工工場がグランドアイランドの南西部に建設された。

### 1980年竜巻
1980年6月3日、グランドアイランドは勢力の強い雷雲群に襲われた。夕方に近い頃に7つの竜巻が襲来した。その最強のものの規模は藤田スケールでF4に分類された。最も被害が酷かったのはサウスロカスト事業地区だった。その結果5人の死者を出した。
トーネードヒルはこの竜巻の結果として生まれた目印になっている。リサイクル利用できなかったゴミはフォナー公園近くで燃やされ、町の西にあるライダー公園で埋められた。この丘の麓には深さ6ないし8フィート（1.8ないし2.4 m）、直径200フィート (60 m)  の穴があり、丘の高さは40フィート (12 m) である。概して平坦なこの地域ではこの丘が橇遊びに使われている。

## 地理と気候
グランドアイランドは北緯40度55分20秒 西経98度21分29秒 / 北緯40.92222度 西経98.35806度に位置する。
アメリカ合衆国国勢調査局によれば、市域全面積は28.3平方マイル (73.3 km2)、このうち陸地は28.2平方マイル (73.0 km2)、水域は0.1平方マイル (0.3 km2)で水域率は0.60％である。
| グランドアイランドの気候                    | グランドアイランドの気候 | グランドアイランドの気候 | グランドアイランドの気候 | グランドアイランドの気候 | グランドアイランドの気候 | グランドアイランドの気候 | グランドアイランドの気候 | グランドアイランドの気候 | グランドアイランドの気候 | グランドアイランドの気候 | グランドアイランドの気候 | グランドアイランドの気候 | グランドアイランドの気候 |
| 月                                          | 1月                      | 2月                      | 3月                      | 4月                      | 5月                      | 6月                      | 7月                      | 8月                      | 9月                      | 10月                     | 11月                     | 12月                     | 年                       |
| ------------------------------------------- | ------------------------ | ------------------------ | ------------------------ | ------------------------ | ------------------------ | ------------------------ | ------------------------ | ------------------------ | ------------------------ | ------------------------ | ------------------------ | ------------------------ | ------------------------ |
| 最高気温記録 °C （°F）                      | 24 (76)                  | 27 (80)                  | 32 (90)                  | 36 (96)                  | 38 (101)                 | 42 (107)                 | 43 (109)                 | 43 (110)                 | 40 (104)                 | 36 (96)                  | 28 (82)                  | 24 (76)                  | 43 (109)                 |
| 平均最高気温 °C （°F）                      | 0.3 (32.6)               | 3.7 (38.6)               | 9.7 (49.5)               | 16.6 (61.9)              | 22.2 (71.9)              | 28.3 (83.0)              | 30.6 (87.1)              | 29.3 (84.8)              | 24.9 (76.9)              | 18.1 (64.6)              | 8.2 (46.8)               | 1.8 (35.3)               | 16.2 (61.1)              |
| 平均最低気温 °C （°F）                      | −11 (12.2)               | −7.9 (17.7)              | −2.8 (27.0)              | 3.2 (37.8)               | 9.6 (49.3)               | 15.1 (59.1)              | 18 (64.4)                | 16.8 (62.3)              | 11 (51.8)                | 4.1 (39.3)               | −3.4 (25.9)              | −8.9 (15.9)              | 3.7 (38.6)               |
| 最低気温記録 °C （°F）                      | −33 (−28)                | −28 (−19)                | −29 (−21)                | −14 (7)                  | −5 (23)                  | 3 (38)                   | 6 (42)                   | 4 (40)                   | −5 (23)                  | −13 (9)                  | −24 (−11)                | −32 (−26)                | −33 (−28)                |
| 降水量 mm （inch）                          | 13.7 (0.54)              | 17.3 (0.68)              | 51.8 (2.04)              | 66.3 (2.61)              | 103.4 (4.07)             | 94.5 (3.72)              | 79.8 (3.14)              | 78.2 (3.08)              | 61.7 (2.43)              | 38.4 (1.51)              | 35.8 (1.41)              | 16.8 (0.66)              | 657.6 (25.89)            |
| 出典：USTravelWeather.com September 3, 2009 |                          |                          |                          |                          |                          |                          |                          |                          |                          |                          |                          |                          |                          |

## 人口動態
以下は2006年の国勢調査推計による人口統計データである。
| 基礎データ - 人口: 42,940人 - 世帯数: 16,426世帯 - 家族数: 11,038家族 - 人口密度: 772.2人/km2（2,000.2人/mi2） - 住居数: 17,421軒 - 住居密度: 313.3軒/km2（811.5軒/mi2） 人種別人口構成 - 白人: 86.72% - アフリカン・アメリカン: 0.42% - ネイティブ・アメリカン: 0.33% - アジア人:1.31% - 太平洋諸島系: 0.17% - その他の人種: 9.64% - 混血: 1.42% - ヒスパニック・ラテン系: 15.94% 年齢別人口構成 - 18歳未満: 27.0% - 18-24歳: 9.5% - 25-44歳: 28.6% - 45-64歳: 20.8% - 65歳以上: 14.1% - 年齢の中央値: 35歳 - 性比（女性100人あたり男性の人口） - 総人口: 98.1 - 18歳以上: 96.0 | 世帯と家族（対世帯数） - 18歳未満の子供がいる: 34.3% - 結婚・同居している夫婦: 53.0% - 未婚・離婚・死別女性が世帯主: 10.4% - 非家族世帯: 32.8% - 単身世帯: 27.1% - 65歳以上の老人1人暮らし: 11.1% - 平均構成人数 - 世帯: 2.55人 - 家族: 3.09人 収入と家計（2007年推計） - 収入の中央値 - 世帯: 36,044米ドル - 家族: 43,197米ドル - 性別 - 男性: 28,925米ドル - 女性: 20,521米ドル - 人口1人あたり収入: 17,071米ドル - 貧困線以下 - 対人口: 12.8% - 対家族数: 9.9% - 18歳以下: 16.7% - 65歳以上: 8.1% |

## 州祭
2010年はネブラスカ州祭がグランドアイランドで開催された。

## 交通
州間高速道路80号線はグランドアイランドの南4マイル (6 km) を走っている。
ネブラスカ中央地域空港が市内にある。2008年9月4日、アレジャント航空がグランドアイランドからネバダ州ラスベガスへの直行便運航を始めた。この空港からはアリゾナ州フェニックス、ミズーリ州カンザスシティへの便も利用できる。
グランドアイランドでは、グランドアイランド・カレッジ（現在はグランドアイランド・シニアハイスクール）の直ぐ東を走るトロリーバスがあった。これはキャピタル・アベニューとラファイエット通りを通ってウォー通りに至っていた。ウォー通りからは東に折れ、グランドアイランド・アベニューを進んだ。さらに南に折れて現在は中央分離帯になっている所を進んだ。このトロリーバスはグランドアイランド通りと13番通りの交差点で終わっていた。以前は元のカレッジに通う学生の「スクールバス」として使われていた。

## 病院
グランドアイランドにはセントフランシス医療センターと退役軍人局病院という2つの病院がある。セントフランシス医療センターはおよそ100年間この地域社会にあり、2007年に11階建ての入院棟を新築して生まれ変わった。退役軍人局病院はネブラスカにある同種病院3つのうちの1つであり、退役軍人の病院として機能している。

## ショッピング
グランドアイランドはネブラスカ州中部のショッピングでは大きな中心になっている。コネストガ・モールが市内歴史的中心街の大きなショッピングセンターであり、多くの店舗、家具店、アンティークショップおよび特徴あるレストランが入っている。

## グランドアイランド市の評価
1952年2月16日、雑誌「ルック」はグランドアイランド市を、罪有る行為に寛容な都市26の1つに挙げた。この記事が出た後で、市はそのイメージを払拭する施策を実行した。

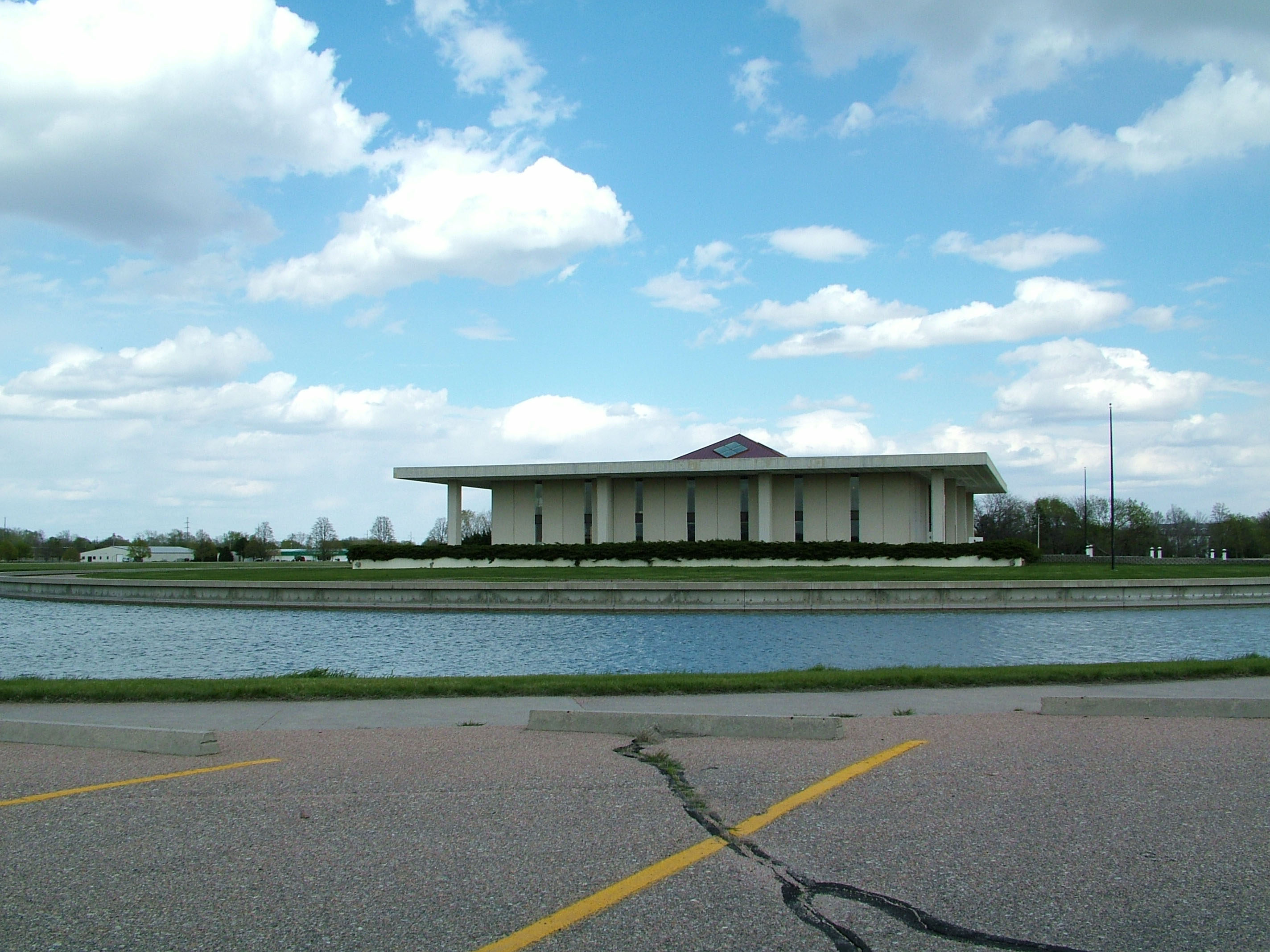
プレーリー・パイオニアのストゥーア博物館、建物の設計はエドワード・ダレル・ストーン

## 教育
グランドアイランド市の公共教育はグランドアイランド公共教育学区が管轄している。学区内にはセントラル・カトリック高校、グランドアイランド・シニアハイスクール、ハートランド・ルーテラン高校およびノースウェスト高校の4校がある。

## 著名な出身者
- エディス・アボット、ソーシャルワーカー
- グレイス・アボット、社会保障法起草に貢献
- ビル・ベアード、操り人形師
- ボブ・O・エバンズ、コンピュータの初期開発者
- ジョー・フリーニー、テノール歌手、テレビ番組The Lawrence Welk Showに出演
- ヘンリー・フォンダ、アカデミー賞を受章した映画俳優[2]
- ジョージ・J・マーレット、アメリカ空軍とヒューズ航空機会社のテストパイロット、ネブラスカ航空殿堂入り、航空機操縦に関する著作あり
- メアリー・マーティン・マクローリン、中世史学者
- ジョン・パレラ、元NFL選手、オークランド・レイダース、サンディエゴ・チャージャーズ、スーパーボウルにも出場
- トム・ラスマン、元NFL選手、サンフランシスコ・フォーティナイナーズ、ロサンゼルス・レイダース、現在はサンフランシスコ・フォーティナイナーズのコーチ
- スコット・アッシャー、ワイオミング大学の水泳選手、アテネオリンピック代表